# كارل هاينز ويرث
كارل هاينز ويرث (بالألمانية: Karl-Heinz Wirth)‏ هو لاعب كرة قدم ألماني، ولد في 20 يناير 1944. لعب مع آينتراخت فرانكفورت.

## وصلات خارجية
- كارل هاينز ويرث على موقع قاعدة بيانات كرة القدم.إي يو (الإنجليزية)
- كارل هاينز ويرث على موقع بيانات كرة القدم. دي إي (الألمانية)
- كارل هاينز ويرث على موقع عالم كرة القدم.نت (الإنجليزية)